# Coendou baturitensis
O porco-espinho-de-baturité (Coendou baturitensis) é um roedor herbívoro com distribuição das Serras do Ceará à Amazônia do Leste do Pará. É um animal de médio porte, com corpo coberto de espinhos tricolores.

## Características
Mede entre 70 centímetros e 1 metro (incluindo a cauda) e pesa entre 3 a 5 kg. Utiliza a sua cauda como uma "quinta mão", que o ajuda a escalar árvores. Os espinhos são tricolores com banda basal curta branca ou ligeiramente amarelada, banda medial bem longa e marrom e banda distal branca e curta, eles têm espinhos bicolores por todo o dorso.